# Michel Laurent (ciclista)
Michel Laurent (Bourbon-Lancy, 10 agosto 1953) è un ex ciclista su strada francese.
Professionista tra il 1975 ed il 1984, vinse una tappa al Tour de France, una Freccia Vallone e due Giri del Mediterraneo.

## Carriera
Le principali vittorie da professionista di Laurent furono una tappa il Tour de Corse e la Parigi-Nizza nel 1976, il Tour de Corse, il Tour du Vaucluse e la Freccia Vallone nel 1978, il Tour Méditerranéen nel 1979, il Tour du Vaucluse e il Critérium International nel 1980, il Tour du Vaucluse nel 1981, ancora il Tour Méditerranéen e il Critérium du Dauphiné Libéré nel 1982, e infine una tappa, quella con arrivo a Saint-Étienne, al Tour de France 1983.

## Palmarès
- 1974

Route de France
- 1975

5ª tappa Étoile des Espoirs
- 1976

Classifica generale Tour de Corse
7ª tappa, 2ª semitappa Parigi-Nizza (Nizza > Col d'Èze, cronometro)
Classifica generale Parigi-Nizza
- 1978

3ª tappa, 2ª semitappa Tour de Corse (Col de Teghime, cronometro)
Classifica generale Tour de Corse
1ª tappa, 2ª semitappa Tour du Vaucluse (cronometro)
Classifica generale Tour du Vaucluse
Freccia Vallone
Critérium des As (derny)
- 1979

3ª tappa Tour Méditerranéen (Mont Faron, cronometro)
Classifica generale Tour Méditerranéen
Gran Premio di Lugano (cronometro)
- 1980

3ª tappa, 1ª semitappa Tour Méditerranéen (Mont Faron, cronometro)
3ª tappa, 1ª semitappa Tour de Corse (Propriano > Sartène, cronometro)
Critérium International
1ª tappa Tour du Vaucluse
Classifica generale Tour du Vaucluse
- 1981

3ª tappa, 2ª semitappa Tour de Corse (Col de Teghime, cronometro)
Prologo Tour du Vaucluse
Classifica generale Tour du Vaucluse
- 1982

Classifica generale Tour Méditerranéen
Classifica generale Critérium du Dauphiné Libéré
- 1983

1ª tappa Tour du Sud-Est
4ª tappa Grand Prix du Midi Libre (Quillan > Saint-Cyprien)
16ª tappa Tour de France (Issoire > Saint-Étienne)
- 1984

4ª tappa Critérium du Dauphiné Libéré

### Altri successi
- 1974

Criterium di Issoire
- 1975

Grand-Prix de la Liberté (Friburgo)
- 1976

Criterium di Commentry
Criterium di Vernon
Promotion Pernod
- 1977

Criterium di Rochecorbon
Criterium di Château-Chinon
Criterium di Le Creusot
- 1978

Criterium di Niort
Criterium di Orchies
- 1979

Criterium di Vailly-sur-Sauldre
- 1980

Criterium di Perpignano
- 1981

Criterium di Bain-de-Bretagne
- 1982

Circuit des Genêts Verts (Maël-Pestivien)
- 1984

Criterium di Vailly-sur-Sauldre

## Piazzamenti

### Grandi Giri
- Giro d'Italia

1979: 4º
- Tour de France

1977: 7º
1978: 14º
1979: 37º
1981: 18º
1982: 48º
1983: ritirato (17ª tappa)
1984: 17º

### Classiche monumento
- Milano-Sanremo

1975: 40º
1976: 3º
1978: 100º
1980: 23º
1981: 45º
- Giro delle Fiandre

1976: 38º
- Liegi-Bastogne-Liegi

1975: 26º
1976: 26º
1978: 4º
1979: 10º
1982: 41º
1983: 28º

### Competizioni mondiali
- Campionati del Mondo

San Cristóbal 1977 - In linea Professionisti: ritirato
Nürburgring 1978 - In linea Professionisti: ritirato
Valkenburg 1979 - In linea Professionisti: 31º